# Creditreform (Magazin)
Creditreform (Das Unternehmermagazin aus der Verlagsgruppe Handelsblatt) ist eine deutsche Fachzeitschrift für den Mittelstand. Sie richtet sich an Geschäftsführer, Manager und Führungskräfte und behandelt ein breites Spektrum im Bereich Wirtschaft.
Die Zeitschrift erscheint seit 1994 monatlich bei corps Corporate Publishing Services, der heutigen planet c GmbH, einem Tochterunternehmen der Verlagsgruppe Handelsblatt in Düsseldorf.